# István Vaskuti
István Vaskuti (Debrecen, 4 de diciembre de 1955) es un deportista húngaro que compitió en piragüismo en la modalidad de aguas tranquilas.
Participó en los Juegos Olímpicos de Moscú 1980 y Seúl 1988, obteniendo una medalla de oro en la edición de Moscú 1980 en la prueba de C2 500 m. Ganó doce medallas en el Campeonato Mundial de Piragüismo entre los años 1977 y 1986.

## Palmarés internacional
| Juegos Olímpicos   | Juegos Olímpicos         | Juegos Olímpicos  | Juegos Olímpicos |
| Año                | Lugar                    | Medalla           | Competición      |
| ------------------ | ------------------------ | ----------------- | ---------------- |
| 1980               | Moscú (URSS)             | Medalla de oro    | C2 500 m         |
| Campeonato Mundial |                          |                   |                  |
| Año                | Lugar                    | Medalla           | Competición      |
| 1977               | Sofía (Bulgaria)         | Medalla de oro    | C2 500 m         |
| 1978               | Belgrado (Yugoslavia)    | Medalla de oro    | C2 500 m         |
| 1978               | Belgrado (Yugoslavia)    | Medalla de oro    | C2 10 000 m      |
| 1979               | Duisburgo (RFA)          | Medalla de bronce | C2 10 000 m      |
| 1981               | Nottingham (Reino Unido) | Medalla de oro    | C2 500 m         |
| 1981               | Nottingham (Reino Unido) | Medalla de oro    | C2 10 000 m      |
| 1982               | Belgrado (Yugoslavia)    | Medalla de bronce | C2 500 m         |
| 1982               | Belgrado (Yugoslavia)    | Medalla de bronce | C2 10 000 m      |
| 1983               | Tampere (Finlandia)      | Medalla de oro    | C2 10 000 m      |
| 1985               | Malinas (Bélgica)        | Medalla de oro    | C2 500 m         |
| 1986               | Montreal (Canadá)        | Medalla de oro    | C2 500 m         |
| 1986               | Montreal (Canadá)        | Medalla de oro    | C2 1000 m        |